# Alarm Clock Andy
Alarm Clock Andy er en amerikansk stumfilm fra 1920 af Jerome Storm.

## Medvirkende
- Charles Ray som Andrew Gray
- Millicent Fisher som Dorothy Wells
- George Webb som William Blinker
- Tom Guise
- Andrew Robson som Josiah Dodge